# Karitas
Karitas je mednarodna organizacija za humanitarno pomoč Rimskokatoliške cerkve. Prva Karitas organizacija je bila ustanovljena v Freiburgu v Nemčiji leta 1897. Sledile so Karitas v Švici, ustanovljena leta 1901, v ZDA, ustanovljena leta 1910, sledile so ustanovitve Karitas organizacij povsod, kjer je lahko delovala rimokatoliška cerkev, danes je teh držav že preko 200, vključno s Slovenijo, kjer deluje od leta 1990. Karitas deluje danes na mnogih področjih pomoči, prebivalstvu ob naravnih katastrofah, ob epidemijah raznih bolezni, pomoči ostarelim, pomoči otrokom, pomoči šolam, pomoči ob razvojnih težavah prebivalstvu v raznih državah po svetu.